# Mats Haglund
Mats Haglund (* 9. Mai 1976) ist ein schwedischer ehemaliger Fußballspieler. Der Stürmer spielte für Åtvidabergs FF und BK Häcken im schwedischen Profifußball und bestritt zwei Spiele in der Allsvenskan.

## Werdegang
Haglund entstammt der Jugend des Malmköpings IF. 1995 schloss er sich dem ehemaligen Erstligisten IK City in der dritten Liga an, wo er bis 1998 spielte. Anschließend schloss er sich dem Zweitligisten Åtvidabergs FF an, mit dem er sich als Tabellensiebter für die neu geschaffene Superettan qualifizierte. Mit der Mannschaft stieg er in der Debütsaison der Liga als Drittletzter des Endklassements in die Drittklassigkeit ab, diese schaffte aber den direkten Wiederaufstieg. In der Spielzeit 2003 etablierte er sich als Stammspieler und platzierte sich mit 15 Saisontoren hinter Göran Marklund, Mats Lilienberg und Dioh Williams als Vierter in der Torschützenliste. Als Tabellenvierter verpasste der Klub nur knapp den Aufstieg in die Allsvenskan, dennoch wechselte er nach Auslaufen seines Vertrages innerhalb der Liga zum Göteborger Klub BK Häcken.
Bei seinem neuen Klub stand Haglund in der Spielzeit 2004 in allen 30 Saisonspielen in der Startformation, mit neun Saisontoren trug er zur Zweitligameisterschaft der Mannschaft um Tuomas Uusimäki, Christoffer Källqvist, Dulee Johnson und Johan Lind bei. Im folgenden Jahr verlor er nach einer Knieverletzung seinen Stammplatz in der Offensive und spielte lediglich zweimal als Einwechselspieler in der höchsten schwedischen Spielklasse. Nach Saisonende kehrte er zum Zweitligisten Åtvidabergs FF zurück, bei dem er einen Kontrakt mit zwei Jahren Laufzeit unterzeichnete. Hier war er auf Anhieb wieder Stammspieler und erreichte mit dem Vorjahrespokalfinalisten überraschend nach Erfolgen über Etzella Ettelbrück aus Luxemburg und den norwegischen Vertreter Brann Bergen – er steuerte hier zwei Tore zum Weiterkommen bei – die Hauptrunde im UEFA-Pokal 2006/07, wo er gegen den Grasshopper Club Zürich mit zwei Niederlagen deutlich ausschied. Haglund konnte jedoch mit acht respektive sechs Saisontoren nicht mehr an die Torgefährlichkeit bei seinem ersten Aufenthalt anknüpfen. Dennoch verlängerte der Klub mit ihm und seinem Mannschaftskameraden Örjan Bäckstrand im September 2007 die auslaufenden Verträge um ein weiteres Jahr.
Nach Auslaufen seines Vertrages heuerte Haglund Anfang 2009 beim aus dem Linköpings FF neu entstandenen Viertligisten FK Linköping an, ehe er Ende 2010 zum Sechstligisten BK Derby weiterzog.